# Sedia rossa e blu
La sedia rossa e blu (in olandese: Rood-blauwe stoel, /roːt ˈblawə stuːl/) è un elemento di arredo progettato dal designer olandese Gerrit Rietveld nel 1917.

## Descrizione

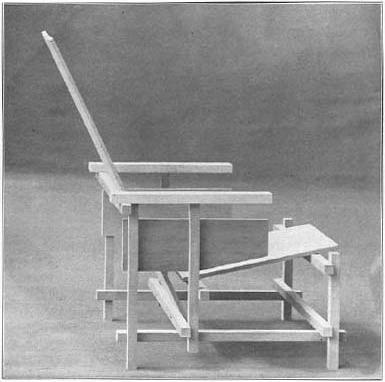
La sedia «nuda», priva di tessiture cromatiche

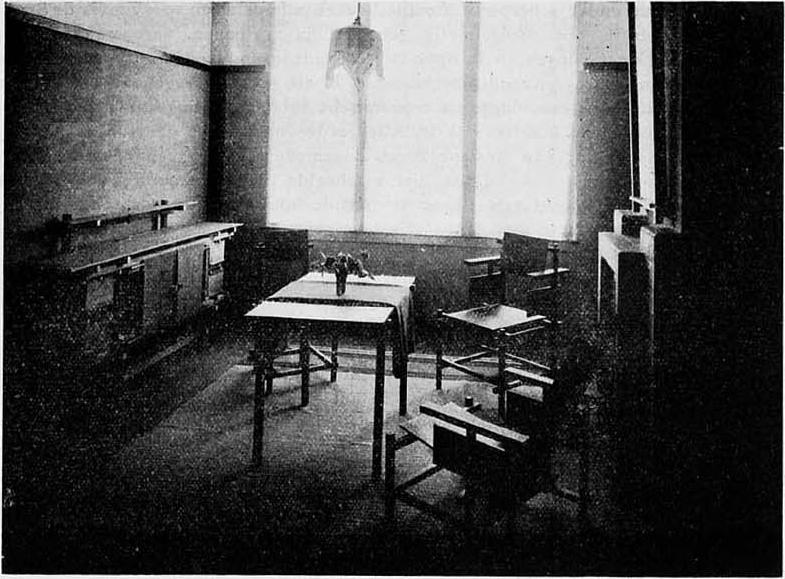
La sedia di Rietveld collocata in un'unità abitativa progettata da J.J.P. Oud a Rotterdam: foto desunta dal trentasettesimo numero del Bouwkundig Weekblad (1920)

Rietveld aveva realizzato un prototipo della sedia già nell'estate del 1918, ben prima - dunque - dell'incontro con Theo van Doesburg e Piet Mondrian, padri fondatori del gruppo De Stijl. Fu solo dopo l'adesione di Rietveld a tale gruppo, tuttavia, che la Sedia fu finalmente portata a compimento. Il De Stijl, infatti, predicava una forma d'arte in grado di restituire, attraverso armoniosi rapporti proporzionali tra le zone e tra i colori, la struttura ideale dello spazio: a tale principio rispondevano tutte le opere riconducibili al gruppo, e in particolar modo quelle di Mondrian, autore di celebri quadri dove l'effetto di equilibrio e di armonia viene conseguito, con risvolti anche astraenti, grazie all'impiego di linee nere intrecciate ad angolo e vivaci campiture di colori primari, bianco e nero.
Non è un caso, dunque, se la Sedia rossa e blu è considerata una concretizzazione tridimensionale dei principi figurativi che stanno alla base dell'arte di Mondrian. La sedia è costituita di quindici listelli in legno di faggio, aggregati tra di loro in modo tale da formare un intreccio di linee e piani basato sulla verticalità e sull'orizzontalità: in questa griglia lineare, poi, si inseriscono due assi di compensato, lo schienale e il sedile. In piena armonia con la poetica del De Stijl i vari elementi costituenti della sedia sono assemblati per semplice giustapposizione e si sovrappongono senza incastrarsi o compenetrarsi: questo criterio aggregativo genera una sedia dagli elementi costituenti ridotti ai minimi termini, quasi priva di massa o volume, che non interrompe lo spazio nel quale si colloca bensì lo enfatizza, grazie - ad esempio - alla particolare giacitura dello schienale, o al fatto che questo è svincolato dalle gambe posteriori (in questo modo, infatti, la sedia sembra quasi galleggiare in aria).
Di particolare interesse è il trattamento cromatico della sedia, dove le singole parti e le loro specifiche funzioni formali sono individuate dal colore utilizzato: i vari listelli sono tinti di nero e presentano le testate gialle, mentre lo schienale e il sedile sono laccati rispettivamente di rosso e di blu. È stato osservato, comunque, che Rietveld non si rapportava in maniera dogmatica ai colori primari, tanto che ha riproposto diverse varianti del modello iconico, di cui una rosa e verde, una bianca, una nera con terminali bianchi e persino una totalmente priva di laccatura, di particolare pregio per la sua cruda sobrietà, con la quale l'occhio dell'osservatore non viene catturato dall'insieme - come succede, invece, nella versione colorata - bensì viene veicolato verso le varie sporgenze e giunture. Anche la giacitura dello schienale è stata attentamente studiata da Rietveld, che voleva dare vita a un elemento di arredo che non consentisse il sonno ma che fosse sufficientemente confortevole per il relax e per stimolare un «risveglio della coscienza», come lo stesso designer amava ripetere.
La sedia, considerata da Theo van Doesburg come una «scultura astratta-realistica per gli interni delle nostre case future», è oggi esposta al Museum of Modern Art di New York. Di seguito si riporta un'analisi della sedia proposta dallo stesso Rietveld:
(Gerrit Rietveld)